# Lokienprijs
De Lokienprijs is een literaire prijs bedoeld voor het stimuleren van onconventioneel, vernieuwend Nederlandstalig proza, poëzie, essayistiek of toneeltekst.
De prijs wordt incidenteel toegekend door de Sybren Polet Stichting en is vernoemd naar een van de bekendste romanfiguren van Sybren Polet: Lokien Perdok. Aan de toekenning van de prijs is een geldbedrag van 7500 euro verbonden. De prijs werd in 2011 bij leven van de schrijver Polet ingesteld en voor het eerst uitgereikt. De toekenning in 2018 is de eerste keer sinds het overlijden van Polet in 2015.

## Gelauwerden
- 2011 - Uitgeverij IJzer te Utrecht
- 2013 - Uitgeverij Het Balanseer te Aalst
- 2014 - Stichting Perdu te Amsterdam
- 2018 - Internettijdschrift Samplekanon
- 2020 - De Nieuwe Oost |  Wintertuin